# Swim Team Odense
Swim Team Odense (i daglig tale blot STO) er et dansk startfællesskab i svømning, som ligger i Odense. Det består af svømmeklubberne Odense Svømmeklub (OSK) og Odense Svømme- og Livrednings Forening (OSLF). Startfællesskabet blev dannet i 1995 under navnet Swim Team Odense 95 af Svømmeklubben Frem Odense (Frem) og OSLF, og i 1998 trådte OSK ind. I sommeren 2010 forlod FREM startfællesskabet, som derefter blev videreført af OSK og OSLF. Som det fremgår af medierne var Frems begrundelse for at træde ud af samarbejdet var primært centreret omkring dårligt klima i samarbejdet mellem klubbernes bestyrelser. Da klubbens daværende cheftræner forlod jobbet pga. dårligt arbejdsmiljø valgte FREM at forlade STO95. 
Der var mange sider af det og en del af konflikten lå i at klubbernes formænd havde deres egne vandpolo hold og der var stor konkurrence mellem klubberne på den front og konflikter om fx spillerskifter / tyveri. Samarbejdet ophørte og klubberne har siden forsøgt at finde fælles fodslag.

## Elitesvømmere fra STO95
- Louise Ørnstedt (medlem af Frem)
- Rikke Møller Pedersen (medlem af Frem)